# Lendo Ruskie
Lendo Ruskie – wieś w Polsce położona w województwie lubelskim, w powiecie ryckim, w gminie Ułęż. Leży nad rzeką Świnką.
| SIMC    | Nazwa      | Rodzaj    |
| ------- | ---------- | --------- |
| 0392307 | Nowa Wólka | część wsi |

Wieś jest sołectwem w gminie Ułęż. Według Narodowego Spisu Powszechnego z roku 2011 wieś liczyła 126 mieszkańców.
Wierni Kościoła rzymskokatolickiego należą do parafii Podwyższenia Krzyża Świętego w Sobieszynie.

## Historia

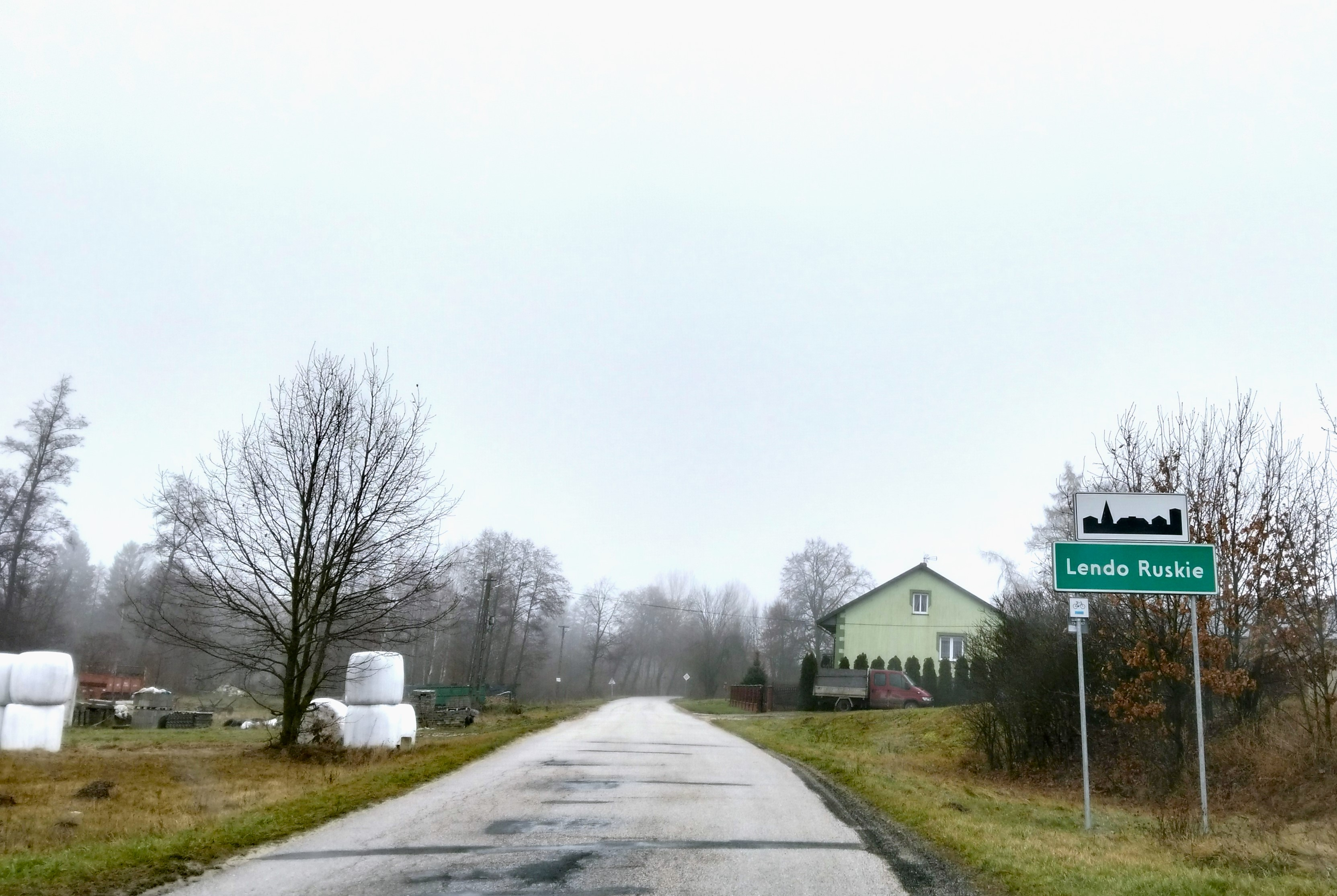
Wjazd od północnego-zachodu

Lendo Ruskie w wieku XIX było wsią i folwarkiem w powiecie garwolińskim, gminie Ułęż, parafii Drążgów. W roku 1884 wieś liczyło 11 domów i 120 mieszkańców z gruntem 345 mórg. W drugiej połowie XVI wieku należało w częściach do Dobrogosta, Krzysztofa, Klemensa, Zbigniewa i Hieronima Sobieskich (1565–1579). W roku 1661 we wsi było 6 domów włościańskich.  Po upadku powstania listopadowego wieś przeniesiono z powiatu radzyńskiego do łukowskiego. Po 1866 miejscowość należała do gminy Ułęż.
We wsi prawdopodobnie urodził się powstaniec styczniowy, podporucznik Antoni Kaliszek, w 1930 odznaczony Krzyżem Niepodległości, a w 1938 Krzyżem Oficerskim Orderu Odrodzenia Polski (pochowany na cmentarzu w Szczytnikach Małych, na obecnej Białorusi).
Po II wojnie światowej Lendo Ruskie przynależało do gromady Sobieszyn. W latach 1975–1998 miejscowość należała administracyjnie do ówczesnego województwa lubelskiego.